# 建設ビル

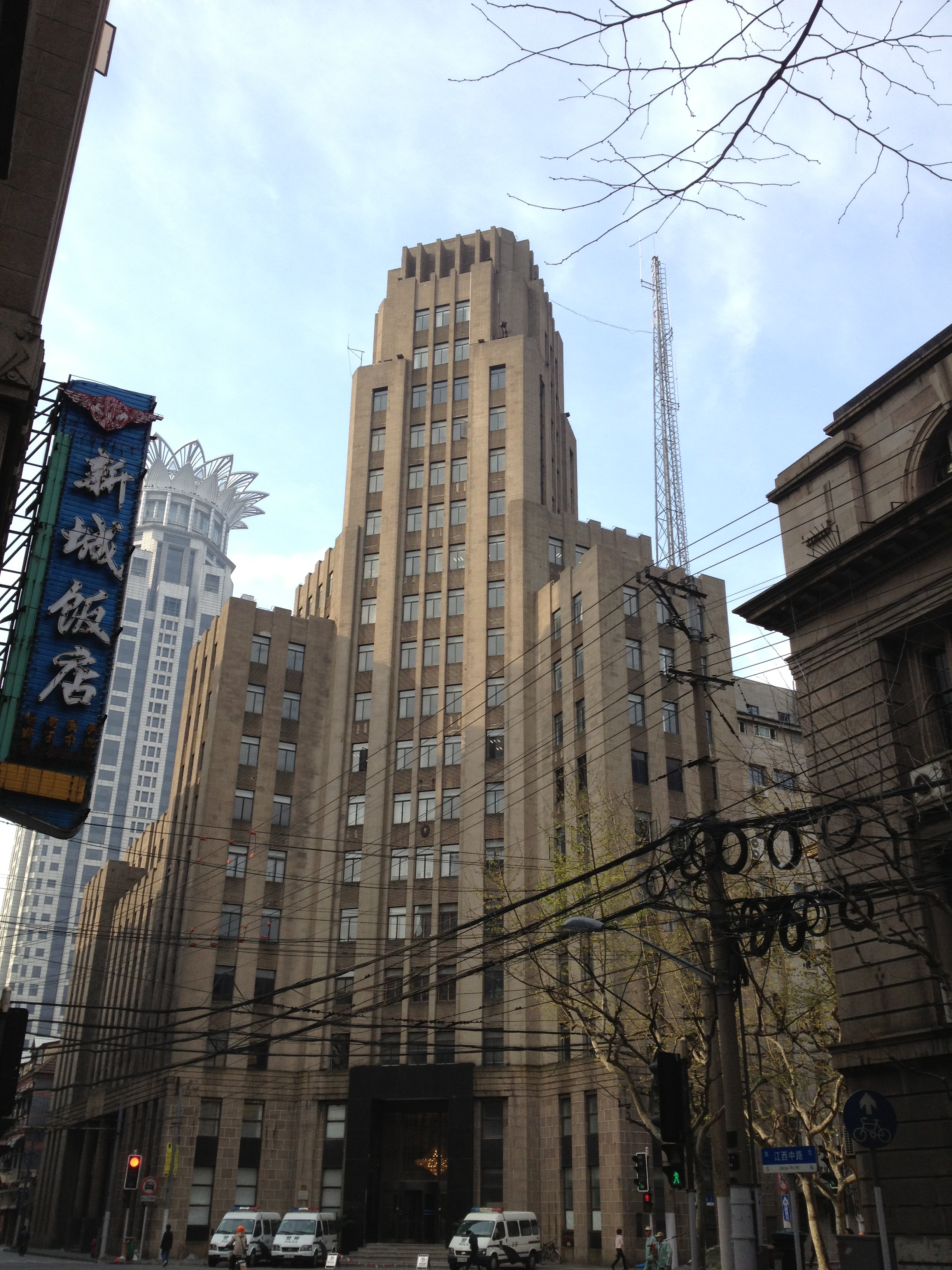
建設ビル

建設ビル（けんせつビル）は、上海市江西中路181号にある建築である。ネーミングは中国建設銀公司の本社として建造されたためである。1934年に竣工し、近くのメトロポーロホテル、およびハミルトン・ハウスと似たようなアール・デコ調の外観である。
旧日本軍が1941年に上海共同租界に進駐した際に、建設ビルを占有した。戦後、中国建設銀公司が建設ビルを取り戻し、在上海アメリカ合衆国総領事館に賃貸していた。1949年以降、建設ビルは上海市冶金工業局が使用していた。1994年、建設ビルが上海市優秀歴史建築に選ばれた。